# Agarawu Tunde
Agarawu Tunde (* 28. August 1969) ist ein nigerianischer Badmintonspieler. 

## Karriere
Agarawu Tunde siegte 1991 bei den Mauritius International und den Kenya International. 1995 war er bei den Nigeria International erfolgreich, 1996 wurde er Afrikameister. In den Jahren 1993, 1995 und 1999 startete er bei den Badminton-Weltmeisterschaften, 1994 bei den Commonwealth Games.

## Sportliche Erfolge
| Saison | Veranstaltung           | Disziplin    | Platz | Name                             |
| ------ | ----------------------- | ------------ | ----- | -------------------------------- |
| 1991   | Mauritius International | Herrendoppel | 1     | Tamuno Gibson / Agarawu Tunde    |
| 1991   | Kenya International     | Herreneinzel | 1     | Agarawu Tunde                    |
| 1995   | Nigeria International   | Herrendoppel | 1     | Danjuma Fatauchi / Agarawu Tunde |
| 1996   | Afrikameisterschaft     | Herrendoppel | 1     | Danjuma Fatauchi / Agarawu Tunde |
| 1996   | Afrikameisterschaft     | Herreneinzel | 1     | Agarawu Tunde                    |